# سیارک ۱۴۳۱۸
سیارک ۱۴۳۱۸ (به انگلیسی: 14318 Buzinov، نامگذاری:1978SD3) چهارده هزار و سیصد و هجدهمین سیارک کشف شده‌است که در ۲۶ سپتامبر ۱۹۷۸ کشف شد.
قدر مطلق سیارک برابر ۲۰.۴ است.